# 평양 기생
"평양 기생"은 한국에서 제작된 이규웅 감독의 1966년 영화이다. 신영균 등이 주연으로 출연하였고 이수길 등이 제작에 참여하였다.

## 출연

### 주연
- 신영균
- 김지미
- 박암
- 주선태

## 기타
- 조명: 양찬종
- 미술: 원제래